# Retro Stefson
Retro Stefson est un groupe de pop alternatif islandais, originaire de Reykjavik. Il est formé en 2006 par de jeunes musiciens, dont les frères Stefánsson. Si le groupe est essentiellement populaire en Islande avec trois singles classés no 1 des ventes, il commence à être connu internationalement, à l'image de tournées européennes notamment marquées par plusieurs dates en France. Il est lié au label Vertigo-Berlin/Universal.

## Biographie
Originaires du Portugal, les frères Stefánsson rencontrent les autres membres du groupe à l'âge de 6 ans, dans une école de musique à Reykjavik. Ils sont poussés par Arni et Boas, les chanteurs du groupe Reykjavik!, qui leur proposent de former un groupe pour participer à un casting. S'ils ne gagnent pas, c'est le début du groupe Retro Stefson.

## Style musical
Leur style mêle une ambiance pop rock/dance avec des sonorités africaines et sud-américaines. Le groupe se dit également influencé par certains aspects du RnB et du hip-hop. Les paroles de leurs chansons sont en islandais mais aussi en anglais, en français et en portugais.

## Membres
- Unnsteinn Manuel Stefánsson
- Þórður Jörundsson
- Logi Pedro Stefánsson
- Jon Ingvi Seljeseth
- Þorbjörg Roach Gunnarsdóttir
- Haraldur Ari Stefánsson
- Gylfi Sigurðsson

## Discographie
- 2008 : Montaña
- 2010 : Kimbabwe
- 2012 : Retro Stefson